# 24. People’s Choice Awards-gála
A 24. People’s Choice Awards-gála az 1997-es év legjobb filmes, televíziós és zenés alakításait értékelte. A díjátadót 1998. január 11-én tartották a kaliforniai Pasadena Civic Auditoriumban, a műsor házigazdái Reba McEntire és Ray Romano voltak. A ceremóniát a CBS televízióadó közvetítette.

## Győztesek és jelöltek
Forrás:
| Az év új tévévígjátéka               | Az év női előadója                   |
| ------------------------------------ | ------------------------------------ |
| - Veronica's Closet - Dharma és Greg | - Whitney Houston - Reba McEntire    |
| Az év vígjátéka                      | Az év nappali tévéműsora             |
| - Hanta boy                          | - Ármány és szenvedély               |
| Az év férfi tévés sztárja            | Az év férfi előadója                 |
| - Tim Allen                          | - Garth Brooks                       |
| Az év női előadója új tévéműsorban   | Az év női tévés sztárja              |
| - Kirstie Alley                      | - Oprah Winfrey                      |
| Az év férfi filmsztárja              | Az év vígjátékműsora                 |
| - Harrison Ford                      | - Seinfeld                           |
| Az év drámaműsora                    | Az év női filmsztárja                |
| - Vészhelyzet                        | - Julia Roberts                      |
| Az év drámája                        | Az év férfi előadója új tévéműsorban |
| - Jerry Maguire – A nagy hátraarc    | - Tony Danza                         |
| Az év új drámaműsora                 |                                      |
| - Brooklyn South                     |                                      |

## Fordítás
- Ez a szócikk részben vagy egészben  a(z)   24th People's Choice Awards című angol Wikipédia-szócikk fordításán alapul.  Az eredeti cikk szerkesztőit annak laptörténete sorolja fel. Ez a jelzés csupán a megfogalmazás eredetét és a szerzői jogokat jelzi, nem szolgál a cikkben szereplő információk forrásmegjelöléseként.